# Inyodectes
Inyodectes is een geslacht van rechtvleugeligen uit de familie sabelsprinkhanen (Tettigoniidae). De wetenschappelijke naam van dit geslacht is voor het eerst geldig gepubliceerd in 1968 door Rentz & Birchim.

## Soorten
Het geslacht Inyodectes omvat de volgende soorten:
- Inyodectes bandari Rentz, 1972
- Inyodectes pallidus Rentz & Birchim, 1968
- Inyodectes schlingeri Rentz, 1972
- Inyodectes spinosa Hebard, 1923